# Bulbophyllum psychoon
Bulbophyllum psychoon es una especie de orquídea epifita  originaria de  	 Asia. 

## Descripción
Es una orquídea de pequeño tamaño, con hábitos de epifita con una sola hoja, que florece en una enjuta inflorescencia de 7.5 cm de largo, con algunas flores que surgen en viejos y nuevos pseudobulbos que tiene un clúster apical de fragantes flores que aparecen en la primavera y el verano.

## Distribución y hábitat
Se encuentra en  Vietnam.   

## Taxonomía
Bulbophyllum psychoon fue descrita por Heinrich Gustav Reichenbach y publicado en The Gardeners' Chronicle, new series 10: 170–171. 1878.
Etimología
Bulbophyllum: nombre genérico que se refiere a la forma de las hojas que es bulbosa.
psychoon: epíteto
Sinonimia
- Phyllorchis psychoon (Rchb. f.) Kuntze
- Phyllorkis psychoon (Rchb.f.) Kuntze[3][4]